# Diospyros bernieriana
Diospyros bernieriana är en tvåhjärtbladig växtart som först beskrevs av Henri Ernest Baillon, och fick sitt nu gällande namn av Joseph Marie Henry Alfred Perrier de la Bâthie. Diospyros bernieriana ingår i släktet Diospyros och familjen Ebenaceae. Inga underarter finns listade i Catalogue of Life.